# 2. Badminton-Bundesliga 1990/91
Die 2. Badminton-Bundesliga 1990/91 als zweithöchste deutsche Spielklasse in der Sportart Badminton war in fünf Staffeln unterteilt. In die 1. Bundesliga stieg der BC Eintracht Südring Berlin auf.

## 2. Bundesliga Nord
Abschlusstabelle
| Platz | Mannschaft                  | Spiele |
| ----- | --------------------------- | ------ |
| 1.    | BC Eintracht Südring Berlin | 14     |
| 2.    | VfL Berliner Lehrer         | 14     |
| 3.    | VfL 93 Hamburg              | 14     |
| 4.    | VfB Lübeck                  | 14     |
| 5.    | VfL Wolfsburg               | 14     |
| 6.    | Hamburger SV (N)            | 14     |
| 7.    | MTV Nienburg (N)            | 14     |
| 8.    | SC Siemensstadt             | 14     |

## 2. Bundesliga West
Abschlusstabelle
| Platz | Mannschaft                   | Spiele |
| ----- | ---------------------------- | ------ |
| 1.    | Bottroper BG (A)             | 14     |
| 2.    | Ohligser TV                  | 14     |
| 3.    | SC Union 08 Lüdinghausen (N) | 14     |
| 4.    | OSC Düsseldorf (N)           | 14     |
| 5.    | BV Wesel Rot-Weiss           | 14     |
| 6.    | TTC Brauweiler 1948 2        | 14     |
| 7.    | 1. BC Beuel                  | 14     |
| 8.    | FC Langenfeld 2              | 14     |

## 2. Bundesliga Südwest
Abschlusstabelle
| Platz | Mannschaft              | Spiele |
| ----- | ----------------------- | ------ |
| 1.    | VfN Hattersheim         | 14     |
| 2.    | TG Hanau                | 14     |
| 3.    | PSV Grün-Weiß Wiesbaden | 14     |
| 4.    | 1. BV Maintal           | 14     |
| 5.    | SV Unkel (N)            | 14     |
| 6.    | TuS Wiebelskirchen 2    | 14     |
| 7.    | KSV Baunatal            | 14     |
| 8.    | VfB Linz (N)            | 14     |

## 2. Bundesliga Süd
Abschlusstabelle
| Platz | Mannschaft                | Spiele |
| ----- | ------------------------- | ------ |
| 1.    | VfB Friedrichshafen       | 14     |
| 2.    | TSV Neuhausen-Nymphenburg | 14     |
| 3.    | SG Siemens Erlangen       | 14     |
| 4.    | ESV Neuaubing             | 14     |
| 5.    | VfL Sindelfingen          | 14     |
| 6.    | PTSV Rosenheim            | 14     |
| 7.    | SV Siemens Nürnberg (N)   | 14     |
| 8.    | TSG Wiesloch (N)          | 14     |

## 2. Bundesliga Ost
Abschlusstabelle
| Platz | Mannschaft          | Spiele |
| ----- | ------------------- | ------ |
| 1.    | BSV Greifswald      | 10     |
| 2.    | HSG Lok HfV Dresden | 10     |
| 3.    | HSG DHfK Leipzig    | 10     |
| 4.    | SV KWO Berlin       | 10     |
| 5.    | SG Robur Zittau     | 10     |
| 6.    | SG EBT Berlin       | 10     |